# Wil Myers
William Bradford Myers (Thomasville, 10 dicembre 1990) è un giocatore di baseball statunitense, esterno e prima base per i San Diego Padres della Major League Baseball.

## Carriera

### Minor League (MiLB)
Nativo della cittadina di Thomasville, Nord Carolina, Myers frequentò la Wesleyan Christian Academy di High Point da dove venne selezionato nel terzo turno del draft MLB 2009 dai Kansas City Royals il 9 giugno. Dopo aver firmato il 14 agosto, venne assegnato nella classe Rookie. Nel 2010 giocò alla classe A e nella A-avanzata, l'anno successivo passò alla Doppia-A. Militò nella stagione 2012 alla Doppia-A (35 partite), giocando però prevalentemente nella Tripla-A (99 partite).
Il 9 dicembre 2012, i Royals scambiarono Myers assieme a Patrick Leonard, Mike Montgomery e Jake Odorizzi con i Tampa Bay Rays per un giocatore da nominare in seguito, Wade Davis e James Shields. I Rays inviarono Elliot Johnson il 12 febbraio 2013 ai Royals per completare lo scambio. Iniziò la stagione 2013 nella Tripla-A.

### Major League (MLB)

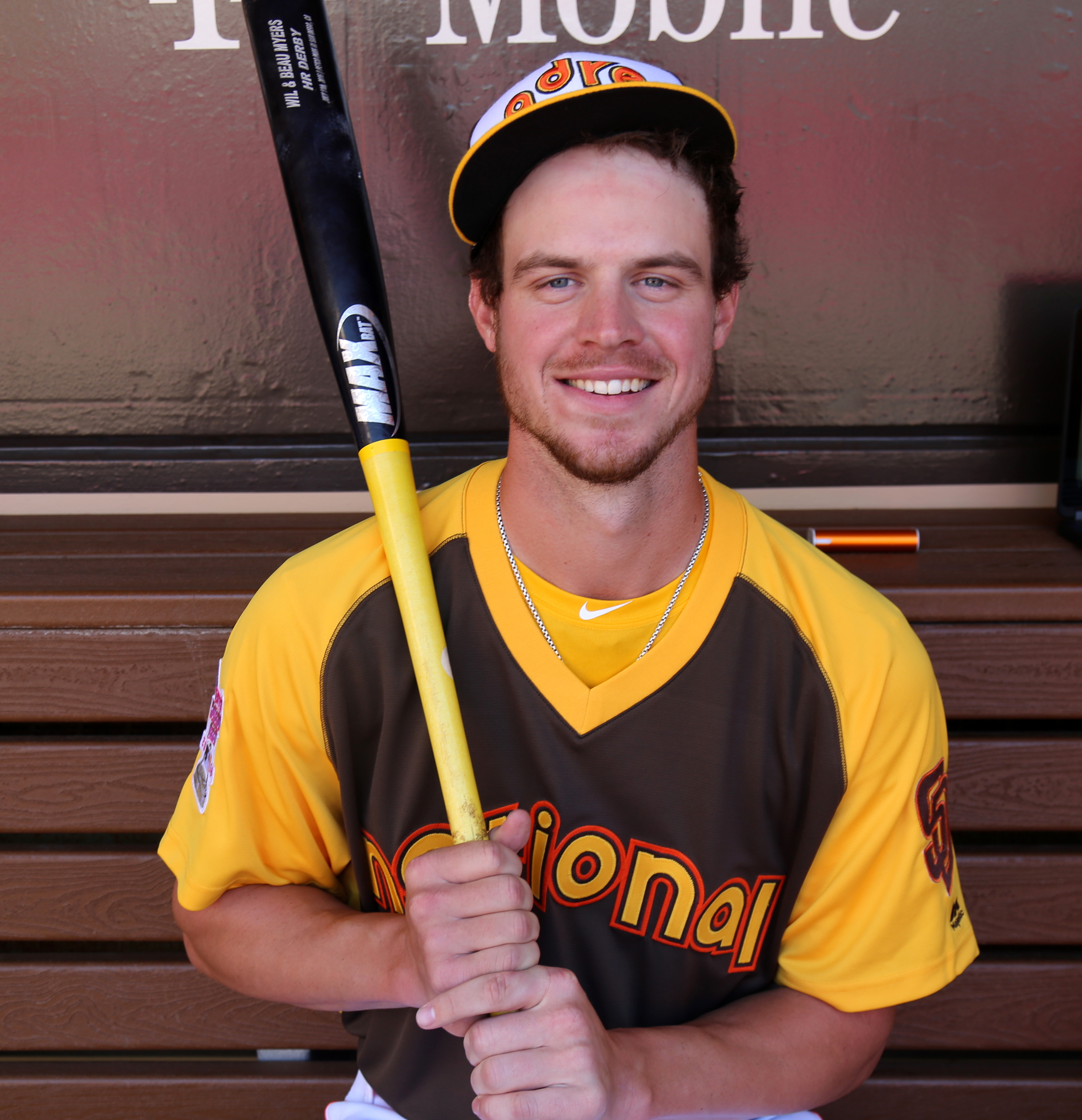
Myers durante l'home run derby 2016

Myers debuttò nella MLB il 18 giugno 2013, al Fenway Park di Boston contro i Boston Red Sox. Concluse la sua prima stagione regolare nella MLB con 88 partite disputate, a fronte delle 64 giocate nella Tripla-A e venne nominato esordiente dell'anno dell'American League. Il 4 maggio 2014, batté il suo primo inside-the-park home run.
Il 19 dicembre 2014, i Rays scambiarono Myers, Jose Castillo, Ryan Hanigan e Gerardo Reyes con i San Diego Padres in cambio di Jake Bauers, René Rivera e Burch Smith. Nel 2015 ebbe problemi al polso sinistro che lo costrinsero rimanere a riposo per più di un mese. Ritornato in campo venne schierato in prima base, ruolo che ricoprì quasi esclusivamente nelle stagioni 2016 e 2017.
Nel 2016 venne convocato per la prima volta per l'All-Star Game e il 10 aprile 2017 batté un ciclo, il secondo della storia dei Padres.
Nel 2018 venne schierato come esterno, terza base e prima base. Nel 2019 tornò a ricoprire il ruolo di esterno.

## Palmarès

### Individuale
- Rookie dell'anno dell'American League - 2013
- MLB All-Star: 1

2016
- Giocatore del mese: 2

settembre 2013 (AL), giugno 2016 (NL)
- Hit for the cycle: 1

10 aprile 2017